# Alfabet śmierci
Alfabet śmierci – polska gra przygodowa, wydana w 1996 roku na Amigę przez firmę Seven Stars. Szata graficzna jest oparta na zdigitalizowanych zdjęciach, postać jest ukazana z perspektywy pierwszej osoby. Gra jest utrzymana w konwencji horroru. Wydano także ulepszoną graficznie i dźwiękowo wersję gry (na czterech dyskietkach) obsługującą układ AGA Amigi 1200 oraz Amigi 4000. W wersji na Amigę 500 znalazł się tylko jeden motyw muzyczny, wersja dla Amigi 1200/4000 miała muzykę odrębną dla każdej lokacji.

## Fabuła
Główny bohater gry, Tomasz Antkowiak, odbiera dziwny telefon od Wojtka – dawnego kolegi ze szkoły podstawowej. Okazuje się, że grozi mu jakieś niebezpieczeństwo i prosi o przyjazd do Dębów, gdzie przebywa. Co więcej, doniesienia prasowe z tamtych okolic budzą niepokój. Bohater, nie zastanawiając się długo, postanawia mu pomóc.

## Odbiór gry
Gra została zrecenzowana w czasopiśmie „Secret Service”, gdzie otrzymała ocenę 65/100. Mimo że recenzent wytknął grze, że grafika oparta na statycznych zdigitalizowanych ujęciach już stała się przestarzałą. Pochwalił za to fabułę gry.
Recenzent Top Secret przyznał grze ogólną ocenę 9/10, oceniając grafikę na 6/10, a udźwiękowienie na 8/10